# Burlington (Wyoming)
Burlington ist ein Ort mit dem Status Town im Big Horn County im US-Bundesstaat Wyoming. Das U.S. Census Bureau hat bei der Volkszählung 2020 eine Einwohnerzahl von 314 ermittelt.

## Geografie
Burlington liegt im nördlichen Teil des Bighorn Basin, westlich der Bighorn Mountains und nordöstlich der Absaroka Mountains im Norden von Wyoming auf einer Höhe von 1352 m. Der Ort liegt im fruchtbaren Flusstal von Greybull River und Dry Creek, die südlich bzw. nördlich des Ortes nach Osten verlaufen und bei Greybull in den Bighorn River münden. Burlington liegt 7 km südwestlich von Emblem, 14 km nordwestlich von Otto sowie 30 km westlich von Greybull. Der Ort liegt am in Nord-Süd-Richtung verlaufenden Wyoming Highway 30, der weiter nördlich bei Emblem auf den U.S. Highway 14 trifft und in südöstliche Richtung über Otto bis Basin verläuft, wo er Anschluss an US-16 und WYO-789 bietet.

## Geschichte
Burlington wurde im Frühjahr 1895 gegründet, als mehrere hundert Familien aus Utah an den Greybull River zogen. Zwei Jahre später lebten bereits 250 Familien in Burlington. Im Ort wurden ein Versammlungshaus und eine Schule, eine wasserbetriebene Getreidemühle und drei Sägemühlen errichtet.

## Demographie
Nach der Volkszählung im Jahr 2020 lebten in Burlington 314 Menschen in 80 Haushalten. Die Bevölkerungsdichte beträgt 120 Einwohner je km². Ethnisch betrachtet setzte sich die Bevölkerung zusammen aus 84,71 % Weißen und 14,97 % mit spanischer oder lateinamerikanischer Abstammung. 6,05 % stammten von zwei oder mehr ethnischen Gruppen ab. Die durchschnittliche Familiengröße lag bei 4,42 Personen. Das Durchschnittsalter betrug 22,3 Jahre.